# Union megye (Kentucky)
Union megye az Amerikai Egyesült Államokban, azon belül Kentucky államban található. Megyeszékhelye és legnagyobb városa Morganfield. Lakosainak száma 13 668 fő (2020. április 1.). Union megye Posey, Webster, Henderson, Crittenden, Hardin és Gallatin megyékkel határos.

## Népesség
A megye népességének változása:
| Lakosok száma | 15 296 | 15 275 | 15 086 | 15 029 | 15 050 | 13 668 |
|               | 2010   | 2011   | 2012   | 2013   | 2015   | 2020   |